# George Morel
George Morel (New York, 20 september 1967) is een Amerikaanse dj en producer van house en deephouse. Hij is het meest bekend om zijn plaat Let's Groove (1993) en Officer Where's Your Brother? (Get Her) (1995) en is ook de producer achter de hit Wiggle It van 2 in a Room. Hij heeft in de late jaren negentig ook de liveband Morel inc.

## Biografie
Morel is van Puerto Ricaanse afkomst en wordt geboren in New York. Als aan het einde van de jaren tachtig de housemuziek in zijn stad populair begint te worden is hij van de eerste generatie dj's die het oppikt. In 1989 produceert hij met David Cole het nummer Our Love (It's Over) van zangeres Dee Holloway. Met Cole werkt hij achter de schermen ook samen voor zijn band C+C Music Factory. Ook is Morel als producer betriokken bij de wereldhit Wiggle It van het rapduo 2 in a Room.. Daarna verschijnen er diverse solosingles van hem. Daarbij brengt hij veel van zijn werk uit op Strictly Rhythm. Vanaf 1992 brengt hij een serie ep's uit onder de naam Morel's Grooves. Op deel 4 staat het nummer Let's Groove, dat zelfstandig populair is onder dj's. Op de cd The Best Of Morel's Grooves worden de in zijn ogen beste tracks van de ep's tot dan toe verzameld, al loopt de reeks tot 1996 door. Van deel 8 weet Officer Where's Your Brother? (Get Her) het te schoppen tot Dancesmash op Radio 538, al wordt het verder geen hit. Let's Groove bereikt dat een jaar later ook (Dancesmash) in een remake met zangeres Heather Wildman. Een remix van hem is aanwezig op de hitsingle Shut up (and sleep with me) van Sin With Sebastian. In de tussentijd werkt hij ook samen met andere producers aan projecten zoals DJ Pierre (Joint Venture), Hex Hector (Manhattan Progression), Erick Morillo (M & M) en Wildchild (Aztec Jungle).  In 1995 richt hij zijn eigen groep op. Bij Morel inc betrekt hij producer Carlton Carter, rapper Marshall James White en zangeres Andrea Tafuri. Er verschijnen de albums N.Y.C. Jam Session (1995) en Are You Ready To Play? (1998). Daarna blijft hij met regelmaat singles uitbrengen, maar echte hits maakt hij niet meer.

## Discografie

### Albums
- The Best Of Morel's Grooves (1994)
- Morel Inc. - N.Y.C. Jam Session (1995)
- Morel Inc. - Are You Ready To Play? (1998)